# Collabora Online
Collabora Online est une suite bureautique en ligne, open source, qui peut être intégrée à n'importe quelle application web.
Elle est développée par Collabora Productivity, une division de Collabora. Collabora Online contient et s'appuie intérieurement sur la suite bureautique LibreOffice.
La suite permet l'édition collaborative en temps réel de documents de traitement de texte, de feuilles de calcul, de présentations en diaporama et de graphiques vectoriels.

## Applications
Les applications suivantes sont incluses en ligne et dans les applications pour ordinateurs de bureau, ordinateurs portables et mobiles (tablettes, smartphones et Chromebooks),,,,,,,, :
- Collabora Writer – traitement de texte prenant en charge .odt, .docx, .docm, .rtf et autres formats. Il possède l'édition WYSIWYG, les options de format et de style, les commentaires, et est capable de suivre les changements.
- Collabora Calc – éditeur de feuilles de calcul prenant en charge les formats de fichier .ods, .xlsx, .xls, .xlsm, .csv et autres formats. Form formules avancées, tables pivots, entrée de formule HTML, formatage conditionnel et validation des données. Feuilles de calcul avec jusqu'à 16k colonnes, cartes, courbes de tendance, et hyperliens. En fonction multi-colonnes, il permet le tri et les filtres. Il est possible d'activer la compatibilité avec les macros VBA d'Excel.
- Collabora Impress – éditeur de présentation prenant en charge les formats de fichier .odp, .pptx, .ppt. Diapositives principales, possibilité d'ajouter du texte, des images, des tableaux, SmartArt, des notes vocales, des transitions personnalisés et temporisées.
- Collabora Draw – éditeur de graphismes vectoriels prenant en charge les formats de fichier .odg, .vsd. Pour les dépliants, les bulletins d'information, les brochures, les schémas, les dessins. (Version 6.4.7 et supérieures). Capacité d'ajouter du texte, des graphiques, des tableaux, des liens, des champs, des objets FontWork, de la rotation du texte, des commentaires. Options d'enregistrement en tant qu'image ou pdf. En ligne, la fonctionnalité Draw est intégrée dans Writer and Impress.